# Volker Hunecke
Volker Hunecke (* 25. Juli 1940 in Oldenburg) ist ein deutscher Historiker.
Hunecke studierte Geschichte und Altphilologie an den Universitäten Bonn, Wien und Berlin. An der Freien Universität Berlin schloss er 1966 das Studium mit dem Staatsexamen ab und wurde 1968 mit einer Arbeit zur mittelalterlichen Historiographie bei Reinhard Elze promoviert. 1967–1968 war er Stipendiat am Deutschen Historischen Institut Rom. 1973–1975 erhielt er ein Habilitationsstipendium der Deutschen Forschungsgemeinschaft. 1977 habilitierte er sich an der Universität Göttingen in Neuerer Geschichte (bei Rudolf von Thadden) mit einer Studie zur norditalienischen Sozialgeschichte des 19. Jahrhunderts. 1977–1978 nahm er eine Gastprofessur an der Gesamthochschule Kassel wahr. Von 1978 bis 2007 war er Professor für Neuere Geschichte an der Technischen Universität Berlin. Von 1995 bis 2007 war er Direktor des Instituts für Geschichte und Kunstgeschichte.
Hunecke hat zahlreiche Veröffentlichungen zur italienischen, französischen und europäischen Geschichte sowie zur Kunstgeschichte des 14. bis 19. Jahrhunderts vorgelegt.

## Schriften (Auswahl)
- Napoleons Rückkehr. Die letzten hundert Tage – Elba, Waterloo, St. Helena. Klett-Cotta, Stuttgart 2015, ISBN 978-3-608-94855-4.
- Napoleon. Das Scheitern eines guten Diktators. Schöningh, Paderborn 2011, ISBN 978-3-506-76809-4.
- Europäische Reitermonumente. Ein Ritt durch die Geschichte Europas von Dante bis Napoleon. Schöningh, Paderborn 2008, ISBN 978-3-506-76552-9 / Fink, München 2008, ISBN 978-3-7705-4425-7.
- Der venezianische Adel am Ende der Republik 1646–1797. Demographie, Familie, Haushalt. Niemeyer, Tübingen 1995, ISBN 3-484-82083-7.
- Die Findelkinder von Mailand. Kindsaussetzung und aussetzende Eltern vom 17. bis zum 19. Jahrhundert. Klett-Cotta, Stuttgart 1987, ISBN 3-608-91437-4.
- Arbeiterschaft und industrielle Revolution in Mailand. 1859–1892. Zur Entstehungsgeschichte der italienischen Industrie und Arbeiterbewegung (= Kritische Studien zur Geschichtswissenschaft, Bd. 29), Vandenhoeck u. Ruprecht, Göttingen 1978, ISBN 3-525-35983-7.